# Karsten Meyer (Segler)
Max Adolf Karsten Meyer (* 5. November 1937 in Hannover; † 25. November 2023) war ein deutscher Regattasegler, der für die Bundesrepublik Deutschland antrat.
Karsten Meyer gehörte dem Schaumburg-Lippischen Segel-Verein Steinhude an. Meyer fuhr als Ersatzmann mit zu den Olympischen Spielen 1960 und sprang dort für den erkrankten Eckart Wagner als Vorschotmann im Starboot von Bruno Splieth ein. Sie erreichten den siebten Platz. Bei den Olympischen Spielen 1964 belegten Splieth und Meyer im Starboot Bellatrix XIII den sechsten Platz. An den Olympischen Spielen 1968 nahm Meyer wieder als Ersatzmann teil.
1972 gewann Meyer als Vorschotmann von Willi Kuhweide den Weltmeistertitel im Starboot vor den Booten aus Brasilien und aus den USA. Bei den olympischen Segelwettbewerben 1972 vor Kiel siegte das australische Boot vor den Schweden, Kuhweide und Meyer erhielten die Bronzemedaille. Nach 1972 wechselten Kuhweide und Meyer in die Bootsklasse Soling, 1976 wurden sie zusammen mit Axel May Deutscher Meister im Soling. Bei der olympischen Regatta 1976 erreichten Kuhweide, Meyer und May den sechsten Platz.